# Хамовнические казармы
Хамо́внические каза́рмы — исторические казармы в Москве по адресу Комсомольский проспект, д. 13; д. 16/2, стр. 1, 3; д. 17А; д. 18, стр. 1; д. 19А; д. 20, стр. 1, 3, 7, 8; д. 20, корп. 4; д. 22, д. 22, стр. 1, 10; д. 24 стр. 1.
Объект культурного наследия федерального значения.

## История
Комплекс казарм строился поэтапно и занимал большую территорию по обеим сторонам современного Комсомольского проспекта. До постройки казарм на их месте располагалась Хамовническая полотняная мануфактура И. П. (Джона) Тамеса. В 1807—1809 годах по проекту архитектора Луиджи Руска были построены здания казарм в стиле классицизма: три вытянутых корпуса казарм, украшенных мощными восьмиколонными портиками, два каре конюшен и служб, двухэтажное арестантское отделение. Напротив была выстроена гауптвахта, которую от остальных зданий отделял широкий плац. Строительство велось под руководством архитекторов М. М. Казакова (сына выдающегося зодчего М. Ф. Казакова) и И. Т. Таманского.
Для расквартирования офицеров и шефа (почётного командира) полка был куплен дом Тамеса, который с этих пор стал именоваться Шефским. В 1830—1840-х годах казармы подверглись надстройке и частичной переделке, а во второй половине XIX века они были дополнены домовыми церквями. Тогда же восточное каре конюшен и служб было перестроено для размещения в здании Хамовнической полицейской части. В 1876 году возле гауптвахты возвели кавалерийскую казарму, конюшни и манеж, последний позже многократно перестраивался.
В казармах был расквартированы 3-й Перновский и 4-й Несвижский полки, входившие в 1-ю гренадерскую дивизию; с 1876 года также — 1-й Сумской гусарский полк. Все они имели полковые храмы: церкви апостолов Петра и Павла Перновского и Несвижского полков были освящены в 1863 году и располагались в среднем из трёх корпусов казарм по плацу (Перновская — в восточном выступе, Несвижская — симметрично, в западном); деревянная церковь Георгия Победоносца Сумского полка была выстроена в русском стиле архитектором И. И. Бонни на плацу перед казармами и освящена 5 декабря 1910 года.
Во время Первой мировой войны в казармах сформировывалась и размещалась 2-я особая пехотная бригада, перед отправкой на театр военных действий. В 1917 году в казармах был размещён 193-й запасный полк, солдаты которого приняли участие в октябрьском вооружённом восстании.
В 1925 году казармы получили новое название — Фрунзенские, в честь М. В. Фрунзе.

## Комплекс казарм в настоящее время

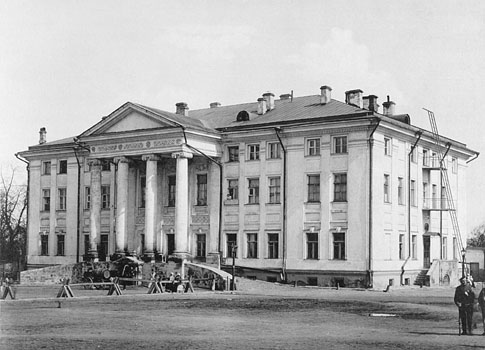
Шефский дом в начале XX века

В ансамбле казарм сохранились здания, присвоен № дома:
- Три корпуса казарм, дома № 18, № 20, № 22
- Службы, конюшни, дом № 24
- Хамовнический пожарно-полицейский дом, дом № 16
- Шефский дом, дом № 13
- Манеж, дом № 17
- Гауптвахта, дом № 19А

В настоящее время казармы занимают военно-оркестровая служба и Центральный военный оркестр, Военный университет, Главный вычислительный центр Вооружённых сил Российской Федерации.